# Кумино (Владимирская область)
Кумино — село в Юрьев-Польском районе Владимирской области России, входит в состав Красносельского сельского поселения.

## География
Село расположено в 5 км на восток от райцентра города Юрьев-Польский.

## История
В первый раз село Кумино упоминается в грамоте Царя Михаила Федоровича, данной Юрьевскому Архангельскому мужскому монастырю в 1625 году, из которой видно, что Кумино принадлежало вотчиной Архангельскому монастырю еще в XVI столетии и от Царя Иоанна Грозного монастырь имел на Кумино и другие свои вотчины несудимую грамоту; таковая же грамота дана была монастырю Царем Федором Иоанновичем; но обе грамоты в начале XVII столетия, во время разгрома города Юрьева Поляками и Литовцами, сгорели. Царь Михаил Федорович, по прошению архимандрита Макария, дал монастырю свою грамоту, которой подтвердил права и привилегии, дарованные монастырским вотчинам прежними царями. Во владении Архангельского монастыря Кумно оставалось до 1764 года.
В ХVІІ столетии в селе существовала церковь в честь святых мучеников Бориса и Глеба; в окладных книгах патриаршего казенного приказа под 1628 годом она записана так: "церковь Бориса и Глеба в селе Кумине в вотчине Архангельского монастыря дани три алтына две денги десятильнича гривна". В отказных патриарших книгах 153—155 годов о церкви показано: зданием "древяна клецки, а в ней образы и книги и свечи и ризы и колокола и всякое церковное строенье мирское, a на церковной земле во дв. поп Прокофей Семенов, во дв. дьячек Сенка Федоров, в келье просвирница Акулиньица Иванова дочь, пашни паханыя добрыя земли 20 четвертей в поле, а в дву по тому ж, сена 20 копен". Деревянная церковь во имя святых мучеников Бориса и Глеба существовала в селе до XIX столетия. В 1803 году, по благословению Владимирского епискоиа Ксенофонта, прихожане построили ныне существующую каменную церковь, с таковою же колокольней; а в шестидесятых годах построили каменную ограду. Престолов в церкви два: в холодной — в честь Богоявления Господня и в теплой трапезе — в честь святых благоверных Князей Бориса и Глеба. В 1896 году в Кумине 82 двора, душ мужского пола 246, а женского пола 250 душ. С 1892 года в селе была открыта школа грамоты и имела помещение в доме священника. 
В советское время храм использовался под зерновой склад и в 1968 году был разрушен. В 2008 году по благословению архиепископа Владимирского и Суздальского Евлогия на месте разрушенного храма была построена часовня в честь святых благоверных князей Бориса и Глеба.
В конце XIX — начале XX века село входило в состав Ильинской волости Юрьевского уезда.
С 1929 года село входило в состав Кузьмадинского сельсовета Юрьев-Польского района, с 1965 года — в составе Красносельского сельсовета.

## Население
| 1859 |
| ---- |
| 428  |

| 1859 | 1905 | 2002 | 2010 | 2021 |
| ---- | ---- | ---- | ---- | ---- |
| 428  | ↗595 | ↘33  | ↗34  | ↗69  |

## Достопримечательности
В селе находится действующая Часовня Бориса и Глеба (2003-2008).